# Ronald Acuña Jr.
Ronald José Acuña Blanco Jr. (La Guaira, 18 december 1997) is een Venezolaans honkbalspeler voor de Atlanta Braves in de Major League Baseball. Hij speelt als buitenvelder. Acuña maakte in 2018 zijn debuut in de MLB en won in dat jaar de National League Rookie of the Year Award.

## Carrière

### Minor League
In juli 2014 tekende Acuña als internationale free agent een contract met een waarde van $100.000 bij de Atlanta Braves. In 2015 maakte hij zijn professionele debuut voor de Gulf Coast Braves, die uitkomen op Rookie niveau. Later in het seizoen werd hij gepromoveerd naar de Danville Braves, die uitkomen op Advanced Rookie niveau. In 2016 speelde hij voor de Gulf Coast Braves en de Rome Braves. Hij kwam door blessures maar tot 42 wedstrijden, en behaalde een slaggemiddelde van .312 met vier homeruns en 19 RBIs. Na het seizoen 2016 speelde hij voor de Melbourne Aces uit de Australian Baseball League. Daar werd hij verkozen tot ABL All-Star. In 2017 speelde hij voor verschillende minor league teams van de Atlanta Braves.
Voor het seizoen 2018 werd Acuña door Baseball America bestempeld tot de nummer 1 meest veelbelovende speler in de MLB.

### Atlanta Braves (2018-heden)

#### 2018
Op 25 april 2018 werd Acuña gepromoveerd naar de Major League Baseball door de Atlanta Braves. Hij was op dat moment de jongste speler in de MLB.

#### 2019
Op 2 april 2019 tekende Acuña een achtjarig contract bij de Braves met een waarde van $100 miljoen. Met zijn 21 jaar was hij de jongste speler in de geschiedenis van het honkbal die een contract met een waarde van minimaal $100 miljoen tekende. Op 9 augustus sloeg hij zijn dertigste homerun van het seizoen, waarmee hij na Mike Trout de jongste speler ooit was die dertig homeruns en dertig gestolen honken in één seizoen wist te behalen. Op 19 september sloeg hij zijn veertigste homerun van het seizoen, waarmee hij de jongste speler ooit werd die in één seizoen veertig homeruns sloeg en dertig honken wist te stelen. Ook hij was pas de derde speler ooit die op 21-jarige leeftijd minimaal 40 homeruns sloeg in één seizoen.

## Persoonlijk
Acuña's vader, Ronald Acuña Sr., en opa, Romualdo Blanco, speelden allebei in de Minor League. Zijn oom, Jose Escobar, speelde in 1991 in de MLB voor de Indians. Vier van zijn neven spelen of speelden in de MLB: Alcides Escobar, Kelvim Escobar, Edwin Escobar en Jose Campos.